# Jingbu
Jingbu ('Confucianistische klassieken', letterlijk: categorie van boeken met groot en blijvend gezag) is volgens het traditionele Chinese classificatiesysteem de eerste van de vier categorieën waarin de Chinese literatuur wordt verdeeld. Jingbu werd als de belangrijkste categorie beschouwd.

## Inhoud van jingbu
De siku quanshu maakt binnen jingbu onderscheid in de volgende tien categorieën:
1. Yi 易 (veranderingen): Het boek der veranderingen (Yijing beter bekend als I Ching) en commentaren, 10 juan.
2. Shu 書 (documenten, oorkonden): Het boek der documenten (Shujing) en commentaren, 4 juan.
3. Shi 詩 (oden, liederen): Het boek der liederen (Shijing) en commentaren, 4 juan.
4. Li 禮 (riten, wellevendheid), in totaal 7 juan: 
  1. Riten van Zhou (Zhou li),
  2. Etiquette en riten (Yili 儀禮),
  3. Optekeningen van riten (Liji 禮記)
5. Lente en Herfst Annalen en commentaren. (6 juan)
6. Xiao 孝 (kinderlijke liefde [voor de ouders]: Het Boek van de  kinderlijke liefde [voor de ouders] (Xiaojing 孝經), 1 juan.
7. Wujing zongyi 五經 總義 - Verzamelde commentaren op de Vijf Klassieken, 2 juan.
8. Sishu 四書 (de Vier Boeken), in totaal 3 juan: 
  1. Gesprekken van Confucius ('Lunyu', 論語),
  2. De Mencius ('Mengzi', 孟子),
  3. Grote Leer ('Daxue' 大學),
  4. Doctrine van het Midden ('Zhongyong', 中庸).
9. Yue 樂, muziek, 2 juan.
10. Xiaoxue (小 學) (letterlijk 'het kleine leren', de studie van de karakters en filologie), in totaal 5 juan:
  1. woordenboeken:
    1. Erya woordenboek (Erya 爾雅),
    2. Uitleg van enkelvoudige en samengestelde karakters (Shuowen jiezi 說文解字)
    3. rijmwoordenboek (Guangyun 廣韻)

  2. interpretaties van de klassieken:
    1. Overdadige dauw van lente en herfst (Chunqiu fanlu 春秋繁露)
    2. Jingyi kao (經義考) door Zhu Yizun (朱彝尊 1629-1709).